# 衣替え
衣替え（ころもがえ）とは、季節の推移に応じて衣服を替えること。また、そのために衣服の収納場所を変更することも指す。衣更え・更衣とも表記する。

## 概要
狭義には、季節に応じて学生や企業の制服（夏服、冬服など）を変更することを指す。日本では多くの地域で、毎年6月1日と10月1日に一斉に衣替えが行われる。多くの場合、2週間から1か月間の移行期間が設けられる。
衣替えは強制的なものではなく、あくまで習慣である。しかし、学校においては統一感を出すために、移行期間が終了すると強制的に制服を替える場合が多い。

### 地域による時期の違い
上記のように、大半の地域では衣替えは6月1日と10月1日に行なわれるが、比較的寒冷な北海道では、半月ずつずれた6月15日と9月15日に衣替えをすることが多い。出雲地方では6月初旬の出雲大社「凉殿祭」をもって衣替えとする伝統が残る。
また、温暖な気候の南西諸島では、衣替えは毎年5月1日と11月1日に行われており、夏服・合服を着用する期間が本土より2か月ずつ長くなる。中学校・高等学校の場合には、新入生は入学時の4月から合服・夏服を着用させるところもある。

### 職業別の衣替え
公的機関では、外勤の警察官や消防署員、民間企業においては大手の運送業やオフィスでも繰り広げられる。

## 歴史

### 古代から中世
衣替えの習慣は、平安時代の宮中行事から始まった。中国の風習に倣って旧暦の4月1日および10月1日に夏服と冬服を着替えると定め、これを「更衣（こうい）」と呼んだ。
しかし、天皇の着替えの役目を持つ女官の職名も更衣と言い、後に天皇の寝所に奉仕する女官で女御（にょうご）に次ぐ者を指すようになったので、民間では更衣とは言わず衣替えと言うようになった。季節による取り替えは衣服以外についても、女房が手に持つ扇も冬は桧扇（ひおうぎ＝ヒノキ製）、夏は蝙蝠（かわほり＝紙と竹製の扇）と決められていた。
鎌倉時代になると、更衣は衣服だけでなく調度品までとり替えることを含むようになった。

### 江戸時代
江戸時代になると着物の種類が増え、江戸幕府は公式に年4回の衣替えでの出仕を制度化した。
武家の制服は、旧暦の4月1日 - 5月4日が袷（あわせ＝裏地付きの着物）、5月5日 - 8月末日が帷子（かたびら＝裏地なしの単仕立ての着物）、9月1日 - 9月8日が袷、9月9日 - 翌年3月末日が綿入れ（表布と裏布の間に綿を入れた着物）とされ、一般庶民もこれに従った。

### 明治時代
明治政府は洋服を役人・軍人・警察官の制服に定め、夏服と冬服の衣替えの時期も制定した。
1873年（明治6年）1月1日より新暦（太陽暦）が採用され、太陽暦6月1日 - 9月30日が夏服、10月1日 - 翌年5月31日が冬服と定められた。やがて、これが学生服に、次第に一般の人にも定着し、官公庁・企業・学校が毎年6月1日と10月1日に衣替えを行うようになった。